# Microsoft Agent
Microsoft Agent era una tecnologia sviluppata da Microsoft che impiegava personaggi animati, sintesi vocale e riconoscimento vocale per migliorare l'interazione con gli utenti del computer.
Era preinstallata in Windows da Windows 2000 a Windows Vista, (opzionale in Windows 7 installando Hotfix KB969168 fornito dalla Microsoft).
Le funzionalità di Microsoft Agent sono esposte come controllo ActiveX che può essere utilizzato anche da pagine web.
La teoria dietro questo software è derivata dagli studi sulle interfacce sociali di Clifford Nass e Byron Reeves del Centro per lo studio della lingua e delle informazioni della Stanford University.

## Cronologia delle versioni
Si tratta di una tecnologia di carattere interattivo prima introdotta in Microsoft Bob, che utilizzava una prima versione della tecnologia Agent denominata internamente "Microsoft Actor". Si trattava del codice utilizzato nelle prime versioni dell'Assistente di Office in Office 97. 
Microsoft Agent è stato successivamente sviluppato da Tandy Trower nel tentativo di offrire una tecnologia più flessibile ed utilizzabile dagli sviluppatori di terze parti, che avrebbero potuto includerla nelle loro applicazioni e pagine web. La versione del software include tra l'altro quattro personaggi interattivi e un'utilità che consente agli sviluppatori di creare i propri personaggi e i loro relativi comportamenti.